# Nuoto ai campionati mondiali di nuoto 2013 - 200 metri dorso maschili
Le qualifiche per la semifinale si sono svolte la mattina del 1º agosto 2013, mentre la semifinale si è svolta la sera dello stesso giorno. La finale, invece, si è svolta la sera del 2 agosto 2013.

## Medaglie
| Posizione | Atleta           | Paese       |
| --------- | ---------------- | ----------- |
| Oro       | Ryan Lochte      | Stati Uniti |
| Argento   | Radosław Kawęcki | Polonia     |
| Bronzo    | Tyler Clary      | Stati Uniti |

## Record
Prima della manifestazione il record del mondo (WR) e il record dei campionati (CR) erano i seguenti.
| Record mondiale       | 1'51"92 | Aaron Peirsol Stati Uniti | 31 luglio 2009 Roma, Italia |
| Record dei campionati | 1'51"92 | Aaron Peirsol Stati Uniti | 31 luglio 2009 Roma, Italia |

Nel corso della competizione non sono stati migliorati record.

## Risultati

### Batterie
| Pos. | Batteria | Corsia | Atleta                   | Nazionalità         | Tempo   | Note |
| ---- | -------- | ------ | ------------------------ | ------------------- | ------- | ---- |
| 1    | 4        | 4      | Tyler Clary              | Stati Uniti         | 1'56"76 | Q    |
| 2    | 2        | 5      | Craig McNally            | Gran Bretagna       | 1'57"18 | Q    |
| 3    | 2        | 4      | Ryan Lochte              | Stati Uniti         | 1'57"19 | Q    |
| 4    | 4        | 3      | Péter Bernek             | Ungheria            | 1'57"20 | Q    |
| 5    | 2        | 3      | Yannick Lebherz          | Germania            | 1'57"33 | Q    |
| 6    | 3        | 3      | Matson Lawson            | Australia           | 1'57"48 | Q    |
| 7    | 4        | 5      | Kōsuke Hagino            | Giappone            | 1'57"52 | Q    |
| 8    | 3        | 4      | Ryōsuke Irie             | Giappone            | 1'57"53 | Q    |
| 9    | 4        | 2      | Chris Walker-Hebborn     | Gran Bretagna       | 1'57"95 | Q    |
| 10   | 3        | 6      | Gábor Balog              | Ungheria            | 1'57"98 | Q    |
| 11   | 3        | 5      | Radosław Kawęcki         | Polonia             | 1'57"99 | Q    |
| 12   | 4        | 7      | Xu Jiayu                 | Cina                | 1'58"29 | Q    |
| 13   | 3        | 7      | Federico Turrini         | Italia              | 1'58"54 | Q    |
| 14   | 4        | 1      | Danas Rapšys             | Lituania            | 1'59"11 | Q    |
| 15   | 2        | 2      | Leonardo de Deus         | Brasile             | 1'59"17 | Q    |
| 16   | 2        | 1      | Darren Murray            | Sudafrica           | 1'59"19 | Q    |
| 17   | 4        | 6      | Mitch Larkin             | Australia           | 1'59"34 |      |
| 18   | 3        | 2      | Yakov Toumarkin          | Israele             | 1'59"39 |      |
| 19   | 2        | 7      | Pedro Oliveira           | Portogallo          | 1'59"95 |      |
| 20   | 3        | 8      | Lukas Rauftlin           | Svizzera            | 2'00"45 |      |
| 21   | 4        | 0      | Russell Wood             | Canada              | 2'00"51 |      |
| 22   | 3        | 1      | Alexandr Tarabrin        | Kazakistan          | 2'01"08 |      |
| 23   | 2        | 8      | Im Tae-Jeong             | Corea del Sud       | 2'01"23 |      |
| 24   | 2        | 6      | Gareth Kean              | Nuova Zelanda       | 2'02"81 |      |
| 25   | 2        | 0      | Jean-François Schneiders | Lussemburgo         | 2'02"96 |      |
| 26   | 3        | 0      | Marko Krce Rabar         | Croazia             | 2'03"50 |      |
| 27   | 4        | 8      | Pedro Medel              | Cuba                | 2'03"63 |      |
| 28   | 2        | 9      | I Gede Siman Sudartawa   | Indonesia           | 2'04"90 |      |
| 29   | 3        | 9      | Ezequiel Trujillo        | Messico             | 2'05"92 |      |
| 30   | 1        | 4      | Yeziel Morales           | Porto Rico          | 2'06"09 |      |
| 31   | 1        | 6      | Boris Kirillov           | Azerbaigian         | 2'08"74 |      |
| 32   | 1        | 5      | Gorazd Chepishevski      | Macedonia           | 2'09"89 |      |
| 33   | 1        | 3      | Awse Ma'aya              | Giordania           | 2'12"31 |      |
| 34   | 1        | 2      | Yaaqoub Al-Saadi         | Emirati Arabi Uniti | 2'21"51 |      |
|      | 4        | 9      | Danil Bukin              | Uzbekistan          |         | DSQ  |

### Semifinali

#### Semifinale 1
| Pos. | Corsia | Atleta        | Nazionalità   | Tempo   | Note |
| ---- | ------ | ------------- | ------------- | ------- | ---- |
| 1    | 6      | Ryōsuke Irie  | Giappone      | 1'56"14 | Q    |
| 2    | 7      | Xu Jiayu      | Cina          | 1'56"42 | Q    |
| 3    | 4      | Craig McNally | Gran Bretagna | 1'56"97 | Q    |
| 4    | 5      | Péter Bernek  | Ungheria      | 1'57"37 | Q    |
| 5    | 2      | Gábor Balog   | Ungheria      | 1'57"42 |      |
| 6    | 3      | Matson Lawson | Australia     | 1'57"55 |      |
| 7    | 1      | Danas Rapšys  | Lituania      | 1'59"05 |      |
| 8    | 8      | Darren Murray | Sudafrica     | 2'02"12 |      |

#### Semifinale 2
| Pos. | Corsia | Atleta               | Nazionalità   | Tempo   | Note |
| ---- | ------ | -------------------- | ------------- | ------- | ---- |
| 1    | 4      | Tyler Clary          | Stati Uniti   | 1'55"16 | Q    |
| 2    | 5      | Ryan Lochte          | Stati Uniti   | 1'55"80 | Q    |
| 3    | 7      | Radosław Kawęcki     | Polonia       | 1'56"14 | Q    |
| 4    | 6      | Kōsuke Hagino        | Giappone      | 1'56"24 | Q    |
| 5    | 3      | Yannick Lebherz      | Germania      | 1'57"71 |      |
| 6    | 8      | Leonardo de Deus     | Brasile       | 1'57"92 |      |
| 7    | 2      | Chris Walker-Hebborn | Gran Bretagna | 1'58"16 |      |
| 8    | 1      | Federico Turrini     | Italia        | 1'59"16 |      |

### Finale
| Pos. | Corsia | Atleta           | Nazionalità   | Tempo   | Note           |
| ---- | ------ | ---------------- | ------------- | ------- | -------------- |
|      | 5      | Ryan Lochte      | Stati Uniti   | 1'53"79 |                |
|      | 6      | Radosław Kawęcki | Polonia       | 1'54"24 | Record europeo |
|      | 4      | Tyler Clary      | Stati Uniti   | 1'54"64 |                |
| 4    | 3      | Ryōsuke Irie     | Giappone      | 1'55"07 |                |
| 5    | 2      | Kōsuke Hagino    | Giappone      | 1'55"43 |                |
| 6    | 1      | Craig McNally    | Gran Bretagna | 1'55"67 |                |
| 7    | 7      | Xu Jiayu         | Cina          | 1'57"13 |                |
| 8    | 8      | Péter Bernek     | Ungheria      | 1'58"26 |                |